# Jonathan Menkos
Jonathan Kiril Thomas Menkos Zeissig (Ciudad de Guatemala, 29 de junio de 1975) es un economista, político, escritor, académico y analista guatemalteco que se desempeña como ministro de Finanzas Públicas de Guatemala desde enero de 2024, también fue diputado en el Congreso de Guatemala brevemente en enero de 2024.

## Carrera profesional
Menkos ocupó el cargo de director ejecutivo del Instituto Centroamericano de Estudios Fiscales (ICEFI) desde septiembre de 2012 hasta el 30 de noviembre de 2022.
Menkos es autor de diversas publicaciones sobre desarrollo y política fiscal, de libre acceso en el sitio del Icefi. Cuenta con un blog personal. También ha publicado los libros de cuentos Bajo el mismo día (Serviprensa, 2016) y Sexta Avenida.

## Carrera política
Menkos es miembro fundador y militante del partido político Movimiento Semilla.
El 5 de marzo de 2019, la Junta Directiva del Instituto informó que Menkos solicitó una licencia para ausentarse de sus responsabilidades en el ICEFI desde el 1 de marzo hasta el 15 de agosto de 2019. Poco después, el partido político Movimiento Semilla anunció que Menkos había sido seleccionado como compañero de fórmula junto a la precandidata presidencial Thelma Aldana en las elecciones generales de 2019. Finalmente, el binomio presidencial de Semilla no pudo participar por problemas legales que impidieron la inscripción de Thelma Aldana.
Para las elecciones generales de 2023, el Movimiento Semilla proclamó a Menkos como candidato a diputado al Congreso de la República por Listado Nacional. Se le asignó la primera casilla del Listado y ganó su escaño. Luego de la victoria electoral de Semilla en las elecciones presidenciales, el presidente electo Bernardo Arévalo lo nominó como su ministro de Finanzas Públicas. Asumió su escaño como diputado el 14 de enero, y tenía la intención de pedir licencia al pleno del Congreso de la República para ausentarse de sus funciones como diputado para ser ministro de Finanzas, pero por el retraso significativo de los eventos previos a la investidura, esto no fue posible y no pudo ser juramentado el 15 de enero. Pidió licencia el 19 de enero y fue sustituido por Olga Isabel Villalta Pereira. Fue juramentado ese mismo día por el presidente Arévalo.